# 桜谷保之
桜谷 保之（櫻谷 保之、さくらたに やすゆき、1946年 - ）は、日本の生態学研究者。中でも、昆虫生態学と里山生態学が専門。元近畿大学農学部教授。

## 経歴
宮城県生まれ。石巻湾に面した里山、里海で20年程過ごす。地域や大学の里山で生物調査や自然観察会に40年以上携わる。

## 著作

### 書籍
- 「動物の生態と環境: 動物との共生をめざして」（1996年）

### 論文
- 京都府木津川堤防および河川敷におけるチョウ類群集の季節的・年次的変動
- ヒオドシチョウ成虫の越夏場所
- 近畿大学奈良キャンパスにおける野鳥類の食性
- 外来種フタモンテントウと在来捕食性テントウムシとの種間関係について
- 自然農法田と慣行農法田におけるトビイロウンカによる被害の比較
- 近畿大学奈良キャンパスにおけるガ類の生息状況(1)スズメガ科、ヤガ科(カトカラ属等)
- 近畿大学奈良キャンパスにおけるヤママユガ科ガ類の生息状況
- 近畿大学奈良キャンパスにおける訪花昆虫群集の多様性
- ハウス栽培マンゴーにおける訪花昆虫と害虫
- 大阪湾沿岸の人工緑地におけるトビムシ類の群集構造の決定要因について
- 異なる植生の土壌資料からのルツグレン装置によるトビムシ類の抽出
- 大阪湾埋立地におけるトビムシ群集の構造と変化
- 近畿大学奈良キャンパスにおける環境とチョウ類群集の多様性との関係
- 近畿大学奈良キャンパスのチョウ類相
- 近畿大学奈良キャンパスにおける野鳥群集の季節的・年次的変動
- 近畿大学奈良キャンパスにおけるレッドリスト動物種の生息状況
- 近畿大学奈良キャンパスにおけるテントウムシ相
- 奈良県のトンボ相 : 1998年〜2003年の調査記録
- 里山林を含む大学キャンパスにおけるチョウ類群集の環境選択性
- 外来昆虫の管理法(国外外来種の管理法)
- 近畿大学奈良キャンパスの生態系の概観
- 近畿大学奈良キャンパスで見られる野鳥類
- ヒメシロモンドクガの発育および雌の翅型に及ぼす温度と日長の効果
- 近畿大学奈良キャンパスにおける水生生物の生息状況
- B205 外来種フタモンテントウの生息植物と在来テントウムシとの種間関係について(生活史 分布)
- G216 フタモンテントウ(外来種)の日本における生活史 : (4)発生量に及ぼす要因について(生活史・分布)
- B209 フタモンテントウAdalia bipunctataの日本における生活史と微気象条件(生活史・分布)
- アリモドキゾウムシの研究文献目録
- 近畿地方におけるアベリアの害虫
- 近畿大学府属生石農場の蛾類群集
- トベラにおけるアブラムシと天敵類の個体数変動と空間分布
- アブラムシ密度に対するナナホシテントウ成虫の集合反応
- 近畿大学奈良キャンパスにおけるチョウ類の生息状況
- 自然へのアプローチ -今,若い研究者がとりくんでいること-15 テントウムシ類の生態と里山の生態[2]